# Frederic al VII-lea al Danemarcei
Frederick al VII-lea (Frederik Carl Christian), (n. 6 octombrie 1808, Copenhaga, amtul Copenhaga⁠(d), Danemarca – d. 15 noiembrie 1863, Glücksburg, Schleswig-Holstein, Germania) a fost rege al Danemarcei. A domnit din 1848 până la moartea sa. A fost ultimul monarh danez al vechii ramuri regale a Casei de Oldenburg și, de asemenea, ultimul monarh al Danemarcei care a domnit ca monarh absolut. În timpul domniei sale, a semnat Constituția Danemarcei, care a dat Danemarcei un Parlament și a transformat-o într-o monarhie constituțională.
Deviza sa a fost: Dragostea poporului, puterea mea. 

## Familie
Frederic s-a născut la Palatul Amalienborg ca fiu al lui Christian al VIII-lea al Danemarcei și al Ducesei Charlotte Frederica de Mecklenburg-Schwerin. Bunicii materni erau Friedrich Franz I, Mare Duce de Mecklenburg-Schwerin și Luise, Ducesă de Saxa-Gotha. Străbunicul patern era regele Frederic al V-lea al Danemarcei.

## Căsătorii
Primele două căsnicii ale regelui s-au terminat cu scandal și divorț. Prima dată s-a căsătorit la Copenhaga la 1 noiembrie 1828, s-a separat în 1834 și a divorțat în 1837 de verișoara sa de gradul doi, Prințesa Vilhelmine Marie a Danemarcei, fiica regelui Frederic al VI-lea. S-a recăsătorit la 10 iunie 1841 cu Caroline Charlotte Mariane de Mecklenburg-Strelitz, de care a divorțat în 1846. 
La 7 august 1850, la Palatul Frederiksborg a făcut o căsătorie morganatică cu Louise Rasmussen, căreia i s-a acordat titlul de landgravine și a rămas cunoscută în Danemarca sub numele de contesa Danner. Această căsnicie se pare că a fost una fericită deși a trezit mare indignare în rândul nobililor.

## Domnie

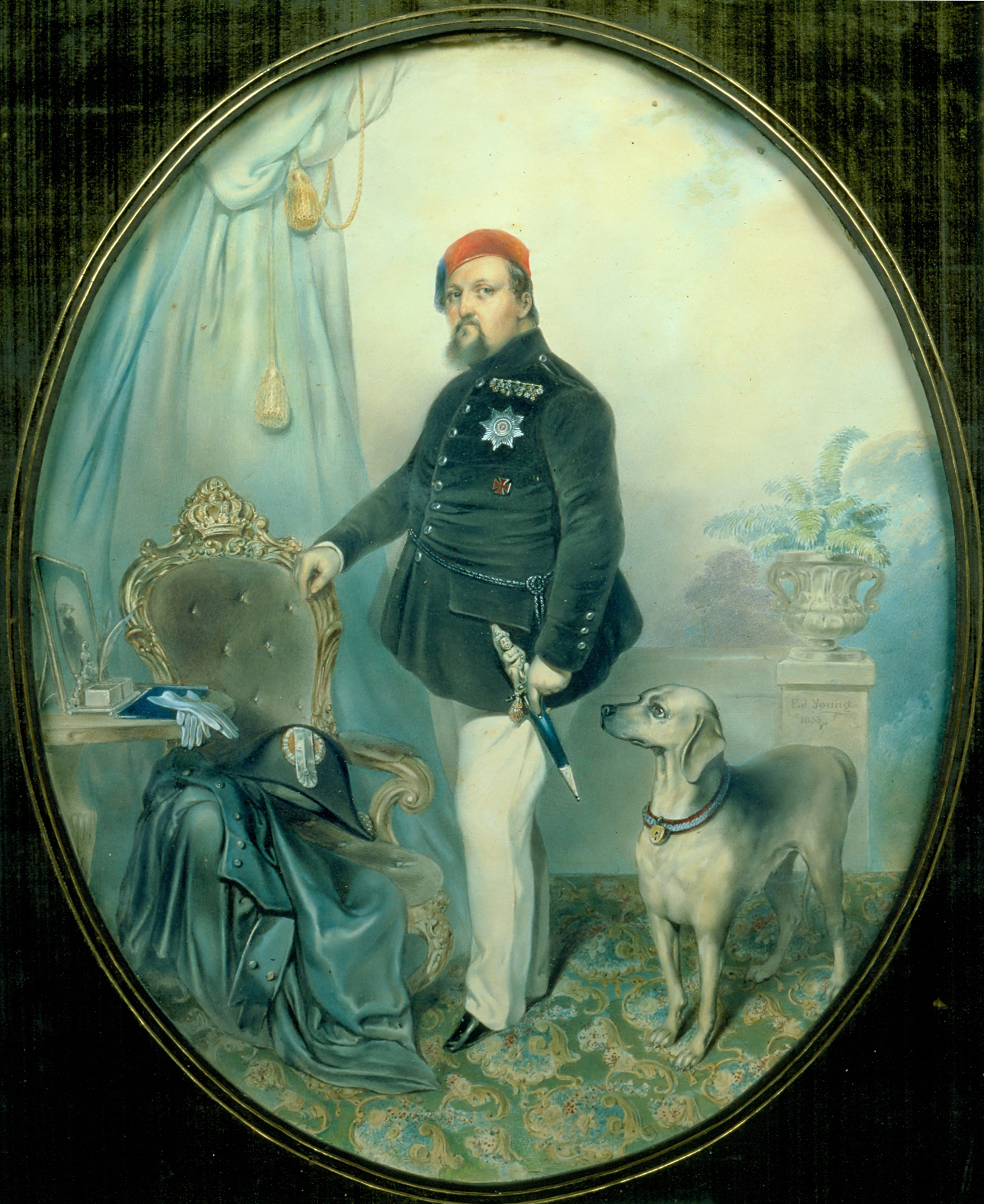
Frederic al VII-lea, 1853.

Frederic care a fost ultimul rege al ramurii vechi a dinastiei Oldenburg. În copilărie, el a fost destul de neglijat după divorțul părinților săi. Tinerețea lui a fost marcată de scandaluri private și mulți ani el a apărut ca un "copil problemă" al familiei regale.
Când Frederic al VII-lea al Danemarcei i-a succedat tatălui său pe tronul danez în ianuarie 1848 el a fost imediat confruntat cu o cerere pentru o constituție a Danemarcei. Cetățenii din provincia Schleswig-Holstein doreau un stat independent în timp ce danezii doreau să mențină sudul Iutlandei ca zonă daneză. Curând, regele a cedat insistențelor daneze și în martie 1849 el a acceptat sfârșitul absolutismului, lucru care a dus la adoptarea unei constituții democratice în iunie 1849.
În timpul primului război din Schleswig împotriva puterilor germane din 1848-1851 Frederic a apărut ca "liderul național" și a fost privit aproape ca un erou de război în ciuda faptului că niciodată nu a luat parte activă la lupte. În timpul domniei sale, Frederic s-a purtat ca un monarh constituțional. Totuși el nu a renunțat complet să intervină în politică. În 1854 a contribuit la căderea puternicului cabinet conservator Ørsted și în 1859-60 a acceptat un guvern liberal care a fost numit la inițiativa soției sale, Louise Rasmussen.
În timpul crizei ducatelor din 1862–63 cu puțin timp înainte de decesul său, el a vorbit deschis de o cooperare militară inter-scandinavă. Aceste crize minore au creat fricțiuni și au menținut o insecuritate permanentă însă acest lucru nu a micșorat popularitatea sa. Domnia lui Frederic al VII-lea a fost epoca de aur a partidului național liberal din Danemarca care a deținut puterea din 1854. Această perioadă a fost marcată de anumite reforme politice și economice, cum ar fi începutul demolării meterezelor înconjurătoare la Copenhaga în 1857 și introducerea unui comerț liber.